# ماثيو هوكلي
ماثيو هوكلي (بالإنجليزية: Matthew Hockley)‏ هو لاعب كرة قدم بريطاني في مركز الوسط، ولد في 5 يونيو 1982 في Paignton ‏ في المملكة المتحدة. لعب مع نادي توركي يونايتد.

## وصلات خارجية
- ماثيو هوكلي على موقع قاعدة بيانات كرة القدم.إي يو (الإنجليزية)
- ماثيو هوكلي على موقع Soccerbase.com (لاعب) (الإنجليزية)